# Gabor Maté
Gabor Maté (Budapest, 6 gennaio 1944) è uno scrittore ungherese naturalizzato canadese.
Al centro dei suoi trattati vi sono i temi dello sviluppo e dei traumi infantili, legati ai loro potenziali impatti sulla salute fisica e mentale, delle malattie autoimmuni, dello stress, della sindrome da deficit di attenzione e iperattività e di ogni tipo di dipendenza.

## Biografia
Sopravvissuto all'olocausto, i suoi nonni materni furono uccisi nel campo di concentramento di Auschwitz quando lui aveva cinque mesi, sua zia venne dichiarata dispersa durante la seconda guerra mondiale e suo padre fu costretto ai lavori forzati dai nazisti. Nel 1956 la sua famiglia migrò in Canada. Durante la guerra del Vietnam fu uno studente di estrema sinistra, laureandosi all'Università della Columbia Britannica nella sede di Vancouver.
Maté ha lavorato per oltre venti anni come medico di famiglia nella zona est di Vancouver. È stato per sette anni direttore dell'unità per le cure palliative all'ospedale di Vancouver. Per dodici anni è stato medico al Portland Hotel, un centro per vagabondi e senzatetto nel quartiere Downtown Eastside.
Nel 2008 è stato docente ospite all'Università dello Stato di Washington e incaricato alla facoltà di medicina dell'Università McGill.
È comparso nel documentario del 2011 Zeitgeist: Moving Forward, diretto da Peter Joseph, ed è il protagonista del documentario La saggezza del trauma, uscito nel 2021 e diretto da Zaya e Maurizio Benazzo.

## Opere
- Gordon Neufeld e Gabor Maté, I vostri figli hanno bisogno di voi, Torino, Il leone verde, 2009.
- Gabor Maté, Quando il corpo dice no, traduzione di Mirko Serino, Torino, Il leone verde, 2019.
- Gabor Maté, Nel regno degli spiriti famelici, traduzione di Cecilia Lippa, Roma, Ubiliber, 2023.
- Gabor Maté e Daniel Maté, Il mito della normalità, Roma, Casa Editrice Astrolabio, 2023.
- Gabor Maté, Una mente in frammenti, traduzione di Barbara Sambo, Roma, Casa Editrice Astrolabio, 2024.